# Катков, Иван Максимович
Иван Максимович Катков (1915—2000) — старшина Рабоче-крестьянской Красной Армии, участник Великой Отечественной войны, Герой Советского Союза (1946).

## Биография
Иван Катков родился 23 апреля (по новому стилю — 7 мая) 1915 года в селе Базарная Кеньша (ныне — Никольский район Пензенской области). После окончания шести классов школы работал десятником в Свердловске. В 1937—1938 годах проходил службу в Рабоче-крестьянской Красной Армии, участвовал в боях на озере Хасан. В 1941 году Катков повторно был призван в армию. С июня того же года — на фронтах Великой Отечественной войны.
К апрелю 1945 года старшина Иван Катков был исполняющим обязанности командира огневого взвода 54-го лёгкого артиллерийского полка 20-й лёгкой артиллерийской бригады 2-й артиллерийской дивизии 6-го артиллерийского корпуса прорыва 5-й ударной армии 1-го Белорусского фронта. Отличился во время Берлинской операции. Во время боёв на подступах к городу и непосредственно на берлинских улицах взвод Каткова уничтожил большое количество живой силы и боевой техники противника.
Указом Президиума Верховного Совета СССР от 15 мая 1946 года за «образцовое выполнение боевых заданий командования на фронте борьбы с немецкими захватчиками и проявленные при этом мужество и героизм» старшина Иван Катков был удостоен высокого звания Героя Советского Союза с вручением ордена Ленина и медали «Золотая Звезда» за номером 6796.
После окончания войны Катков был демобилизован. Проживал в Самаре, работал диспетчером цеха кабельного завода. Умер 29 мая 2000 года, похоронен на Самарском городском кладбище.
Был также награждён орденами Отечественной войны 1-й и 2-й степеней, Красной Звезды, Славы 2-й и 3-й степени, рядом медалей.

## Память
- В Никольске установлен бюст П. И. Каткова.

Бюст Каткову на Центральной площади г. Никольска Пензенской области.